# María José Uribe
María José Uribe Durán (Bucaramanga, 27 de febrero de 1990), también conocida como Mariajo Uribe, es una golfista colombiana. Actualmente participa en la LPGA.

## Carrera como aficionada
A la edad de 17, conquistó el United States Women's Amateur Golf Championship derrotando a Amanda Blumenherst por 1 golpe de ventaja. Logró así ser la única latinoamericana en conseguir ese título. Uribe jugó golf en la Universidad UCLA. donde fue una de las seleccionadas en 2008 y 2009 para el equipo All American.

## Carrera profesional
Uribe dejó la UCLA en la primavera de 2009 para regresar a Bucaramanga para trabajar en una fundación junto a su hermana. En el 2008 participó por primera vez en el Abierto de los Estados Unidos Femenino, donde consiguió la décima posición y ganó el premio a mejor aficionada.
En 2009 se convirtió en profesional y comenzó a disputar el LPGA Tour.
Uribe finalizó décima en el Campeonato Evian 2014, uno de los cinco torneos mayores del golf femenino.
A nivel continental, Uribe logró la medalla de oro en los Juegos Panamericanos de 2015 y la medalla de plata en los Juegos Suramericanos de 2014.

## Resultados en los majors de la LPGA
| Tournament                | 2006 | 2007 | 2008 | 2009 | 2010 |
| ------------------------- | ---- | ---- | ---- | ---- | ---- |
| Campeonato Kraft Nabisco  | DNP  | DNP  | T58  | DNP  | DNP  |
| Campeonato de la LPGA     | DNP  | DNP  | CUT  | DNP  | T67  |
| Abierto de Estados Unidos | CUT  | CUT  | T10  | T48  | DNP  |
| Abierto Británico         | DNP  | DNP  | T75  | DNP  | T69  |

- DNP= No participó
- CUT= No paso el corte
- T= Empató
- Color verde= Victorias
- Color amarillo= Top 10